# Romain Schockmel
Romain Schockmel (geboren 1961 oder 1962) ist ein ehemaliger luxemburgischer Handballspieler und heutiger -funktionär. Er ist seit 2016 Vorsitzender der Fédération Luxembourgeoise de Handball (FLH), im Hauptberuf ist Schockmel Chirurg.

## Werdegang
Schockmel studierte Allgemeinmedizin an der Freien Universität Brüssel. Für seine Facharztausbildung wechselte er an die Universität Lüttich, wo er sich auf die Bereiche der Thorax- und Gefäßchirurgie spezialisierte und später auch für zwei Jahre die Leitung der entsprechenden Abteilung am Universitätsklinikum innehatte. Er betreibt, Stand 2019, eine Praxis in Esch und ist Vorsitzender des Verbandes der luxemburgischen Gefäßchirurgen. Bei der Kommunalwahl 2017 kandidierte der im Ortsteil Steinbrücken wohnende Schockmel für die sozialdemokratische LSAP für einen Sitz im Gemeinderat von Monnerich, blieb damit aber erfolglos.

## Handball
Schockmel spielte in seiner aktiven Zeit auch beim hessischen Verein TV Hüttenberg. Er ist, Stand Anfang 2019, der einzige Luxemburger, der bislang in der obersten deutschen Liga auflief. 1981 wurde Schockmel erstmals in die Nationalmannschaft berufen, insgesamt kam er dort auf 48 internationale Einsätze und warf 119 Tore. Im Mai 2016 wurde er als Mitglied von HB Esch zum Präsidenten des luxemburgischen Handballverbandes FLH gewählt. Er trat die Nachfolge von Dan Epps an, der sein Amt zur Verfügung gestellt hatte.